# Kasteel La Solitude
Het Kasteel La Solitude (Frans: Château de la Solitude) is een neoclassicistisch kasteel in Oudergem aan de rand van het Zoniënwoud, nabij Brussel. Het kasteel werd gebouwd tussen 1910 en 1912 naar plannen van François Malfait. Opdrachtgeefster was hertogin Marie Ludmilla de Croÿ, geboren prinses en hertogin van Arenberg (1870-1953). Ze was in 1906 weduwe geworden van Carl, 12e hertog de Croÿ (1859-1906) en trok zich terug in het kasteel, omringd door dieren. Na haar dood in 1953 kocht de staat het domein op en bracht er een school onder voor kinderen van foorkramers, gevolgd door een aids-informatiecentrum. Nadien werd het opgekocht voor de kantorenmarkt.
Sedert 20 januari 2000 is het gebouw beschermd.